# Pont-sur-Sambre
 Pont-sur-Sambre  là một xã ở trong tỉnh Nord ở miền bắc nước Pháp. Xã này có diện tích 11,33 km², dân số năm 1999 là 2564 người. Xã nằm ở khu vực có độ cao trung bình 143 mét trên mực nước biển.